# Noctulana noctula
Noctulana noctula is een vlinder uit de familie van de dikkopjes (Hesperiidae). De soort is voor het eerst wetenschappelijk beschreven als Parnara noctula door Hamilton Herbert Druce in een publicatie uit 1909.
De soort komt voor in de bossen van Guinee, Liberia, Ivoorkust, Ghana, Nigeria, Kameroen, Centraal-Afrikaanse Republiek, Congo-Kinshasa en Oeganda.